# جو بيونغ-كيو
جو بيونغ-كيو هو ممثل كوري جنوبي ولد في 23 أبريل 1996. فاز بجائزة دراما إس بي إس 2020 لأفضل ممثل جديد.

## روابط خارجية
جو بيونغ-كيو على موقع IMDb (الإنجليزية)
- جو بيونغ-كيو على موقع روتن توميتوز (الإنجليزية)
- جو بيونغ-كيو على موقع ألو سيني (الفرنسية)
- جو بيونغ-كيو على موقع قاعدة بيانات الفيلم (الإنجليزية)